# Toujouse
Toujouse (gaskognisch: Tojosa) ist eine französische Gemeinde mit 306 Einwohnern (Stand 1. Januar 2022) im Département Gers in der Region Okzitanien (bis 2015 Midi-Pyrénées); sie gehört zum Arrondissement Condom und zum Gemeindeverband Bas Armagnac. Die Bewohner nennen sich Toujousois/Toujousoises.
Toujouse ist umgeben von den Nachbargemeinden Castex-d’Armagnac und Maupas im Nordosten, Monlezun-d’Armagnac im Osten, Mormès im Südosten, Le Houga im Süden und Südwesten, Bourdalat (im Département Landes) im Westen sowie Monguilhem im Nordwesten.

## Bevölkerungsentwicklung
| Jahr                       | 1793 | 1861 | 1962 | 1968 | 1975 | 1982 | 1990 | 1999 | 2006 | 2011 | 2017 |
| Einwohner                  | 333  | 425  | 214  | 190  | 152  | 176  | 177  | 139  | 195  | 211  | 248  |
| Quellen: Cassini und INSEE |      |      |      |      |      |      |      |      |      |      |      |